# Karl-Heinz Moehle
Karl-Heinz Moehle (* 31 de julho de 1910 em Norden – 27 de novembro de 1996 em Ahrensburg) combateu um escritório da Marinha alemã do Reichsmarine e da Kriegsmarine, com o posto de tenente-capitão.

## Família
Karl-Heinz Moehle era casado com Erika, nascida Hoffmann von Hoffmannswaldau, com quem teve vários filhos. De acordo com um documento do Ministério do Interior de Kiel datado de 20 de janeiro de 1949, seu nome foi alterado para “Moehle von Hoffmannswaldau”.

## Carreira Militar
Moehle ingressou na Reichsmarine em 1º de abril de 1930 e foi designado para a 2ª Divisão Principal de Navios do Mar Báltico em Stralsund até 30 de junho de 1930. Lá e depois completou o treinamento militar habitual, que completou em 19 de julho de 1934 como alferes sênior no mar. Ele era então tenente da guarda no Schleswig-Holstein e de 1º de julho de 1935 a 29 de março de 1936 com a patente de tenente no mar, oficial de pelotão no primeiro departamento do departamento principal do navio no Mar Báltico em Kiel. Em 30 de março de 1936, Moehle mudou para a força submarina e completou um curso para oficiais de vigilância de submarinos. Após sua nomeação como primeiro-tenente no mar em 1º de junho, Moehle tornou-se oficial de quarto no U-5 em 20 de dezembro de 1936 e mais tarde na mesma posição no U-32.
Após as instruções de construção do U-20 em abril de 1937, Moehle tornou-se seu comandante em 1º de outubro. Moehle realizou cinco missões com o U-20, onde conseguiu afundar cinco navios com 12.466 GRT e recebeu a Cruz de Ferro, Segunda Classe. Houve 56 mortes. Em 17 de janeiro de 1940, renunciou ao comando do U-20 e foi "mantido à disposição" da 1. Unterseebootsflottille de 18 de janeiro a 29 de fevereiro por falta de cargo de comandante.
De março até o final de maio, Moehle foi delegado para instruir a construção do U-123, do qual se tornou comandante em 30 de maio. Com o U-123, Moehle realizou quatro missões até 11 de maio de 1941, onde conseguiu afundar 17 navios com 63.050 GRT. Houve 435 mortes. Por seus sucessos em naufrágios, ele foi condecorado com a Cruz de Ferro de 1ª Classe em 24 de outubro de 1940 e a Cruz de Cavaleiro da Cruz de Ferro em 11 de fevereiro de 1941. Em 16 de maio de 1941, Moehle renunciou ao comando do U-123. Moehle serviu como chefe da flotilha da 5. Flottille de 6 de junho de 1941 até o fim da guerra.
Em 8 de maio de 1945, Moehle foi feito prisioneiro pelos britânicos. Quando os resultados do julgamento de Eck foram apresentados como parte do julgamento de Nuremberg no julgamento contra Karl Dönitz, Karl-Heinz Moehle testemunhou contra seu ex-superior. O ex-comandante da flotilha da 5. Flottille afirmou ter informado ao comandante do submarino, que estava prestes a partir, sobre a ordem da Lacônia de que os sobreviventes dos naufrágios fossem mortos. Com base neste testemunho, o próprio Moehle foi acusado e condenado a cinco anos de prisão perante um tribunal militar britânico em Hamburgo, em 16 de outubro de 1946. Em 8 de novembro de 1949, Moehle foi libertado antecipadamente da custódia britânica.

## Prêmios
- Prêmio Wehrmacht de Longo Serviço, IV (2 de outubro de 1936) [4]
- Cruz de Ferro (Em 1939)
  - II turma (23 de setembro de 1939) [4]
  - I aula (24 de outubro de 1940) [4]
- Distintivo de guerra de submarino (Em 1939) (17 de outubro de 1939) [4]
- Cruz de Cavaleiro da Ordem do Mérito Húngaro (19 de dezembro de 1939) [4]
- Medalha dos Sudetos (20 de dezembro de 1939) [4]
- Cruz de Cavaleiro da Cruz de Ferro (26 de fevereiro de 1941) como Kapitänleutnant e comandante do U-123[5][6]
- Cruz de Guerra Italiana para Valor Militar (1 de novembro de 1941) [4]
- Cruz Alemã em Prata (1º de maio de 1945)
- Cruz de Mérito de Guerra com Espadas
  - II turma (1º de setembro de 1944) [4]
  - I turma (30 de janeiro de 1945) [4]